# 386 a. C.
El año 386 a. C. fue un año del calendario romano prejuliano. En el Imperio romano se conocía como el Año del Tribunado de Camilo, Cornelio, Fidenas, Cincinato, Pulvilo y Poplícola (o menos frecuentemente, año 368 Ab urbe condita).

## Acontecimientos

### Grecia
- Con la mediación de Persia, Atenas y Esparta acuerdan la paz. Las ciudades jonias de Asia Menor quedan bajo la tutela de Persia y Esparta actúa como potencia garante del acuerdo.[1]
- Finaliza la guerra de Corinto mediante la Paz de Antálcidas o Paz del Rey.

### Persia
- El Imperio aqueménida, después de acordar la paz con Esparta, intenta sofocar la revuelta de Chipre y Egipto. Sin embargo, la habilidad del rey Evagoras I de Salamina y del general Cabrias en Egipto, hacen que estas guerras continúen de forma interminable durante el resto de la década.

### Sicilia
- Dionisio I extiende la influencia y el comercio de Siracusa hacia el mar Adriático, estableciendo una colonia al norte de la ciudad etrusca de Adria.